# Манько, Иван Константинович
Иван Константинович Манько (1918—1944) — участник Великой Отечественной войны, полный кавалер ордена Славы.

## Биография
Родился в 1918 году в селе Дяченки ныне Козельщинского района Полтавской области Украины в семье крестьянина. Украинец. Окончил 10 классов. Работал слесарем в железнодорожном депо города Горловка Донецкой области.
До войны был призван на флот. Служил прожектористом в составе 8-й отдельной бригады морской пехоты Черноморского флота. В документах флота считается пропавшим без вести в октябре 1941 года. Остался на оккупированной территории. В 1943 году был вновь призван в армию Магдалиновским райвоенкоматом Днепропетровской области.
На фронте с октября 1943 года. Воевал в составе 106-го гвардейского стрелкового полка 36-й гвардейской стрелковой дивизии.
20 декабря 1943 года у города Новгородка (Кировоградская область) разведчик гвардии красноармеец Манько при отражении вражеской контратаки сразил около 10 гитлеровцев.
Приказом от 17 января 1944 года гвардии красноармеец Манько Иван Константинович награжден орденом Славы 3-й степени (№53226).
В ночь на 21 июля 1944 года в районе северо-восточнее населенного пункта Пашкани (Румыния) помощник командира взвода пешей разведки младший сержант Манько во главе группы подобрался к огневым точкам врага, забросал их гранатами. Группа захватила в плен пехотинца, уничтожила пулемет и 8 солдат противника.
Приказом от 6 августа 1944 года гвардии младший сержант Манько Иван Константинович награжден орденом Славы 2-й степени (№ 5973).
31 августа 1944 года восточнее города Брецку (Румыния) гвардии младший сержант Манько с бойцами устроил засаду на шоссе. Было уничтожено до взвода пехоты, 9 солдат врага взято в плен. Манько сразил 8 гитлеровцев и несколько взял в плен. Был представлен к награждению орденом Славы.
Пока ходили по инстанциям наградные документы, бои продолжались. Помощник командира взвода сержант Манько погиб в бою 26 октября 1944 года на территории Венгрии. Похоронен в селе Тиса-Вежень.
Указом Президиума Верховного Совета СССР от 24 марта 1945 года за мужество, отвагу и героизм, проявленные в борьбе с немецко-фашистскими захватчиками, гвардии младший сержант Манько Иван Константинович награждён орденом Славы 1-й степени. Стал полным кавалером ордена Славы

## Награды
- Орден Славы 1 степени (24 марта 1945);[1]
- Орден Славы 2 степени (6 августа 1944—№ 5973);[2]
- Орден Славы 3 степени  (17 января 1944—№ 53226);[3]